# Gouvernement des îles Féroé

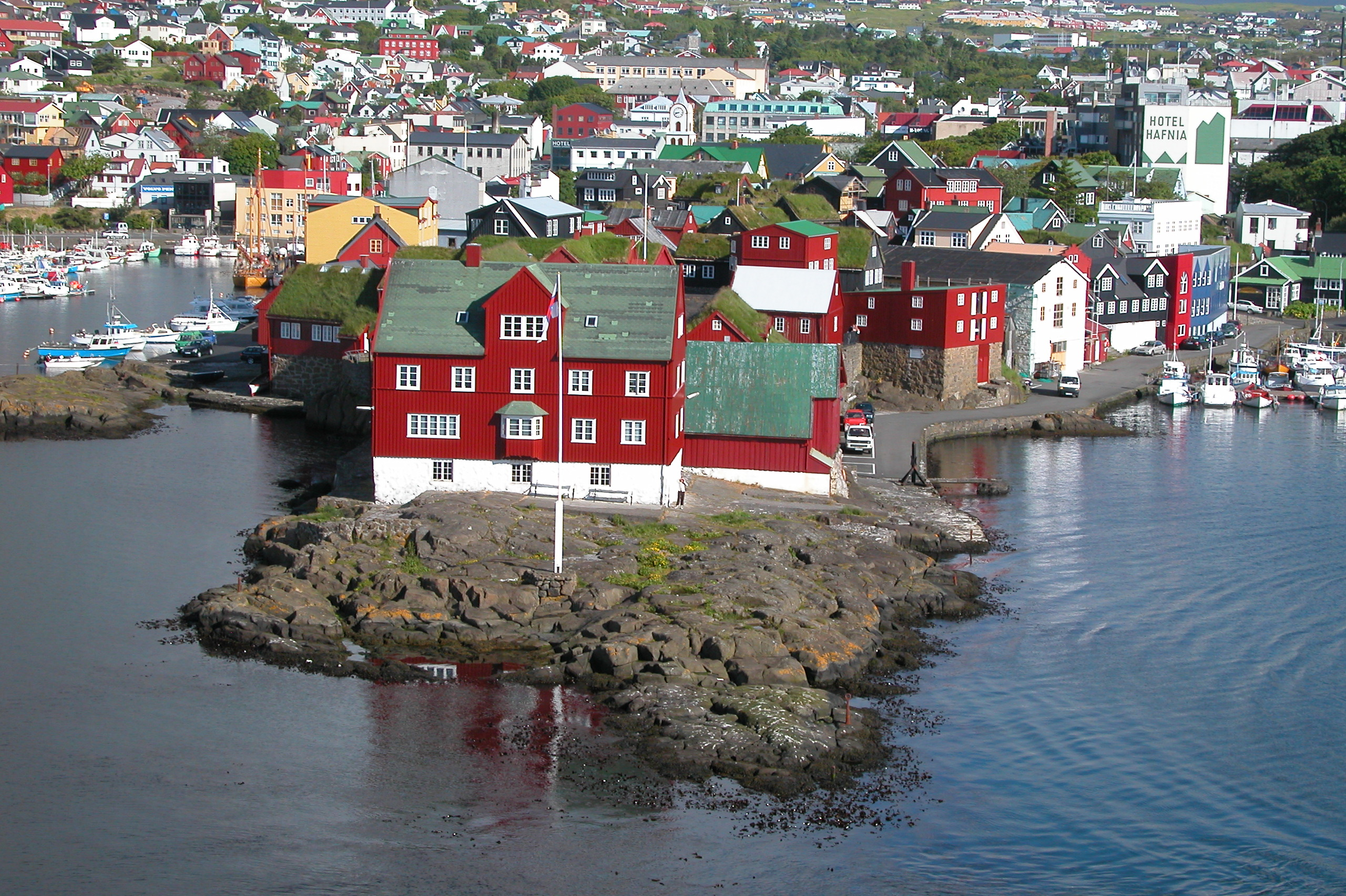
Le siège du gouvernement (en rouge) à Tinganes.

Blason des Îles Féroé depuis 2004.

Le gouvernement des îles Féroé est l'organe gouvernant les îles Féroé depuis 1948.

## Liste des gouvernements
Voici la liste des gouvernements successifs : 
| Gouvernement           | Parti | Parti | Coalition    | Début             | Fin               |
| ---------------------- | ----- | ----- | ------------ | ----------------- | ----------------- |
| Andrass Samuelsen      |       | SB    | SB-SF-JF     | 12 mai 1948       | 15 décembre 1950  |
| Kristian Djurhuus I    |       | SB    | SB-FF        | 15 décembre 1950  | 18 décembre 1954  |
| Kristian Djurhuus II   |       | SB    | SB-SF-JF     | 18 décembre 1954  | 9 janvier 1959    |
| Peter Mohr Dam I       |       | JF    | JF-SB-SF     | 9 janvier 1959    | 4 janvier 1963    |
| Hákun Djurhuus         |       | FF    | FF-SF-TF     | 4 janvier 1963    | 12 janvier 1967   |
| Peter Mohr Dam II      |       | JF    | JF-SB-SF     | 12 janvier 1967   | 19 novembre 1968  |
| Kristian Djurhuus III  |       | SB    | SB-JF-SF     | 19 novembre 1968  | 12 décembre 1970  |
| Atli Dam I             |       | JF    | JF-SB-SF     | 12 décembre 1970  | 11 janvier 1975   |
| Atli Dam II            |       | JF    | JF-TF-FF     | 11 janvier 1975   | 23 janvier 1979   |
| Atli Dam III           |       | JF    | JF-TF-FF     | 23 janvier 1979   | 5 janvier 1981    |
| Pauli Ellefsen         |       | SB    | SB-FF-SF     | 5 janvier 1981    | 10 janvier 1985   |
| Atli Dam IV            |       | JF    | JF-TF-SF-KrF | 10 janvier 1985   | 5 avril 1988      |
| Atli Dam V             |       | JF    | JF-TF-SF-FrF | 5 avril 1988      | 18 janvier 1989   |
| Jógvan Sundstein I     |       | FF    | FF-TF-SF-KrF | 18 janvier 1989   | 22 juin 1989      |
| Jógvan Sundstein II    |       | FF    | FF-TF-SB     | 22 juin 1989      | 15 janvier 1991   |
| Atli Dam VI            |       | JF    | JF-FF        | 15 janvier 1991   | 24 avril 1993     |
| Marita Petersen        |       | JF    | JF-TF-SF     | 24 avril 1993     | 10 septembre 1994 |
| Edmund Joensen I       |       | SB    | SB-JF-VMF-SF | 10 septembre 1994 | 11 juin 1996      |
| Edmund Joensen II      |       | SB    | SB-FF-VMF-SF | 11 juin 1996      | 15 mai 1998       |
| Anfinn Kallsberg I     |       | FF    | FF-TF-SF     | 15 mai 1998       | 6 juin 2002       |
| Anfinn Kallsberg II    |       | FF    | FF-TF-MF-SF  | 6 juin 2002       | 3 février 2004    |
| Jóannes Eidesgaard I   |       | JF    | JF-FF-SB     | 3 février 2004    | 4 février 2008    |
| Jóannes Eidesgaard II  |       | JF    | JF-T-MF      | 4 février 2008    | 26 septembre 2008 |
| Kaj Leo Johannesen I   |       | SB    | SB-JF-FF     | 26 septembre 2008 | 14 novembre 2011  |
| Kaj Leo Johannesen II  |       | SB    | SB-FF-MF-SF  | 14 novembre 2011  | 15 septembre 2015 |
| Aksel V. Johannesen I  |       | JF    | JF-T-F       | 15 septembre 2015 | 16 septembre 2019 |
| Bárður á Steig Nielsen |       | SB    | SB-FF-MF     | 16 septembre 2019 | 22 décembre 2022  |
| Aksel V. Johannesen II |       | JF    | JF-T-F       | 22 décembre 2022  | en fonction       |